# خلفان بن محمد العيسري
الشيخ المكرم خلفان بن محمد بن خلفان العيسري عمل مهندسا ومدربا وكان نشطا في الدعوة إلى الإسلام

## ولادته
ولد في بوروندي عام 1962 وعاش طفولته في بروندي وتعلم القران الكريم ودرس في مدارس اجنبية. رجع إلى عمان في عام 1973م والتحق بالمدارس النظامية ثم انتقل إلى مدرسة غلا العسكرية قبل التحاقه بالعمل في دولة الإمارات.

## مؤهلاته العلمية
أثناء عمله في دولة الإمارات العربية المتحدة في شركة أدنوك تم ابتعاثه لدراسة هندسة النفط في غلاسكو بالمملكة المتحدة.
وفي عام 2000م اتجه لدراسة الهندسة البشرية وخصوصا علم النفس وثقافة المجتمع والمؤسسات.

## حياته العملية
عمل في مجال النفط حوالى 20 سنة بدأها في شركة أدنوك بالإمارات العربية المتحدة ثم انتقل بعدها لشركة تنمية نفط عمان وتقلد عدة مناصب تدرج إثرها إلى الإدارة العليا.
تفرغ لإدارة أعماله الحرة في عام 2006.

## أبرز الأنشطة والمناصب
- عضو مجلس الدولة
- نائب رئيس لجنة المؤسسات الصغيرة والمتوسطة في غرفة تجارة وصناعة عمان
- عضو مجلس الإدارة في عدة مؤسسات تعليمية وخدمية
- عضو هيئة الرقابة الشرعية في بنك عمان الوطني (مزن)
- عضو جمعيات خيرية

## اللغات
أتقن 6 لغات فضلا عن المامه ب 27 لغة من خلال تجواله ودراسته وتنقله في دول عديدة للعمل والدراسة والدعوة إلى الإسلام.

## نشاطه الدعوي
كان يتنقل من دولة إلى أخرى لأجل الدعوة. أسلم من قبله أكثر من 300 فرد، وقد استفاد من دراسته في مجال الهندسة البشرية في دعم نشاطه الدعوي.

## وفاته
توفي في 23 رجب 1436هـ 12 مايو 2015م.